# شارون إنجلش
شارون إنجلش هي كاتِبة كندية، ولدت في 1965.